# Pholiota lundbergii
Pholiota lundbergii är en svampart som tillhör divisionen basidiesvampar, och som beskrevs av Jacobsson. Pholiota lundbergii ingår i släktet tofsskivlingar, och familjen Strophariaceae. Enligt den finländska rödlistan är arten otillräckligt studerad i Finland. Arten är reproducerande i Sverige. Artens livsmiljö är parker och trädgårdar.